# Cosmander

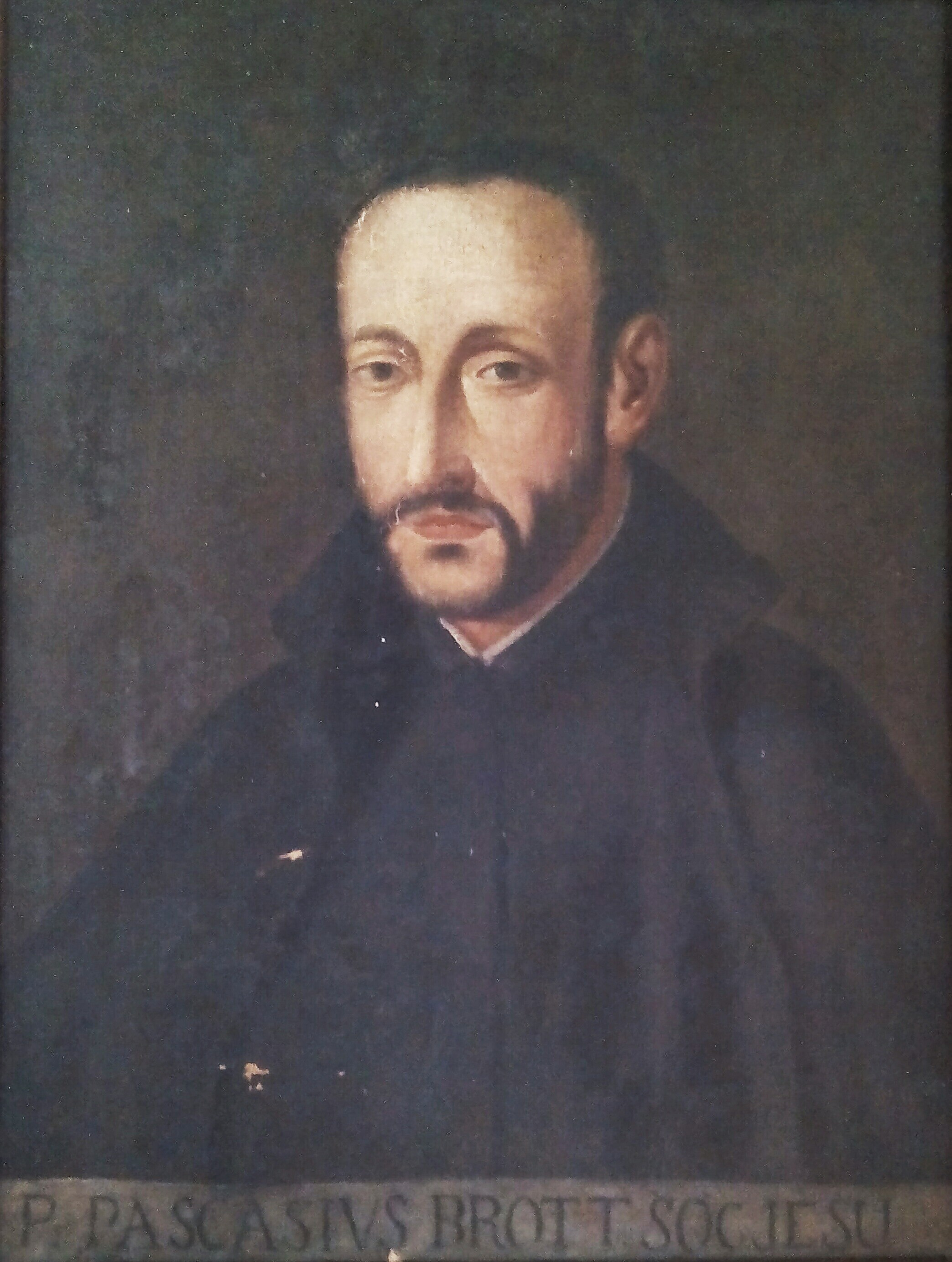
Joannes Cieremans (Cosmander)

Joannes Cieremans, (Bolduque, 7 de abril de 1602 - Olivenza, 20 de junio de 1648), también conocido como Cosmander en Portugal, fue un matemático, ingeniero-militar y arquitecto holandés, y miembro de la Compañía de Jesús. Como ingeniero del ejército portugués, fue el encargado de reformar las estructuras defensivas del Alentejo, entre ellas, las de Olivenza, durante la Guerra de Restauración portuguesa.
Durante la Guerra de Restauración portuguesa, a partir de 1640, ante la inminencia de una invasión española, se imponía una completa reestructuracción de las fortificaciones fronterizas de Portugal, adaptándose las estructuras todavía medievales a las exigencias de la artillería de la época.
Fue en este período cuando João Pascácio Cosmander, o simplemente Cosmander como fue conocido en Portugal, fue llamado para servir en el Ejército portugués, recibiendo el cargo de Coronel de Ingenieros, como engenheiro da província do Alentejo (ingeniero de la provincia del Alentejo), habiendo sido responsable de la reforma, reconstrucción o ampliación de las fortificaciones de la región, entre las cuales está la Fortaleza de Juromenha, cuyos trabajos fueron iniciados y suspendidos debidos a los elevados costos y a las dificultades técnicas que se materializaron.
Cuando trabajaba en las obras del recinto abaluartado de Olivenza, fue capturado por los españoles, a cuyo lado se acabó pasando. Entretanto, en su primer ataque contra los portugueses en Olivenza, fue alcanzado mortalmente de un tiro el 20 de junio de 1648, al intentar forzar una puerta por la que sabía que era más fácil entrar.
- Datos: Q8351314